# Stekník
Stekník (deutsch Steknitz, früher Stecknitz) ist ein Ortsteil der Gemeinde Zálužice (deutsch Saluschitz) in Tschechien. Es liegt etwa sechs Kilometer östlich von Žatec (deutsch Saaz) und gehört zum Okres Louny in Nordböhmen. Der Ortsname leitet sich aus der alten Bezeichnung des Ortes Vzteklinec (tschech. vzteklý = wütend) ab. Das Dorf wurde 1995 zur dörflichen Denkmalzone erklärt und wird von seinem Rokokoschloss dominiert.

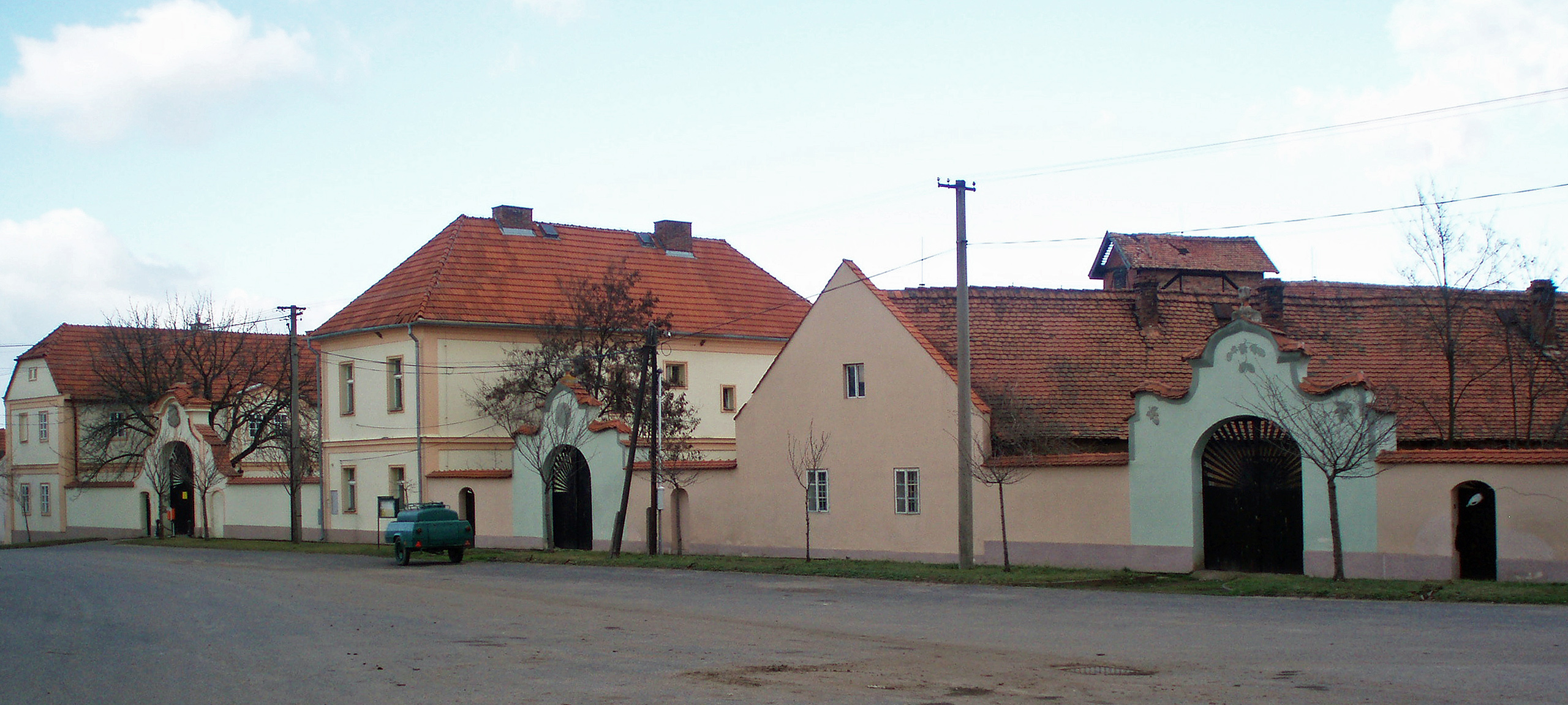
Denkmalgeschützter Dorfplatz mit Haus Nr. 9 und 10 und drei Torbögen

## Geographie
Das Dorf liegt am rechten Ufer der Eger nördlich der Landstraße von Žatec (Saaz) nach Louny (Laun) an der Straße von Trnovany (Trnowan) nach Hradiště (Hraidisch). Es ist als sogenannter Rundling angelegt worden, d. h. die Häuser sind um den zentralen Dorfplatz angeordnet, zu dem es von außerhalb nur eine Zufahrt gibt. Seine Lage auf einem erhöhten Plateau über der Eger bietet Schutz vor Überflutungen. Nachbarorte sind Strkovice (Sterkowitz) östlich, Zálužice (Saluschitz) westlich und Drahomyšl (Drahomischl) südöstlich des Ortes. Auf den guten Böden der Umgebung wird vor allem Hopfen angebaut. Im Jahr 2011 lebten nur noch 17 ständige Einwohner im Ort.

## Geschichte
Die erste urkundliche Erwähnung des Ortes stammt aus dem Jahr 1389 als der Ort zum Gut Drahomischl gehörte. Ab 1409 waren beide Güter im Besitz des Hynczik Pflugk von Rabstein auf Worlik (Hynčík Pluhové z Rabštejna). Danach gehörte es bis 1594 zur Herrschaft Litschkau. Ab 1594 war Stecknitz im Besitz des Adam Kaplirz von Sulewicz (Kaplíř ze Sulevic). Die Herrschaft wurde dann 1623 konfisziert, weil die Familie Kaplirz von Sulewitz am Ständeaufstand beteiligt war und den evangelischen Glauben beibehalten wollte, und an Johann von Aldringen, kaiserlicher Rat und Feldmarschall, verkauft. Ab 1636 gehörte das Gut Udalrich von Bissingen und 1658 war es im Besitz des Lochnar von Palitsch. Im Jahr 1681 wurde das Gut Stecknitz an Johann Georg Kulhanek aus Saaz verkauft.
Nach dem Münchner Abkommen wurde der Ort dem Deutschen Reich zugeschlagen und gehörte bis 1945 zum Landkreis Saaz.

## Sehenswürdigkeiten
Das Dorf Stecknitz steht unter Denkmalschutz, es wurde 1995 zur dörflichen Denkmalzone (tschech. Vesnická památková zóna) erklärt. Sehenswert im Ort sind die zahlreichen Torbögen, die als Einfahrten zu den verschiedenen Bauerngehöften dienen (z. B. bei Nr. 9, 10, 12, 15 und 19). Am östlichen Dorfausgang befindet sich ein barocker Speicher (Schüttboden) aus der 2. Hälfte des 18. Jahrhunderts, der ebenfalls unter Denkmalschutz steht. An diesem Gebäude und am Torbogen der ehemaligen Domäne Nr. 10 befinden sich zwei guterhaltene Doppelwappen der Grafen Kulhanek von Klaudenstein und der Grafen von Hohenems von 1766. Bemerkenswert sind die barocken Statuen der Unbefleckten Jungfrau Maria, des hl. Florian (beide von 1766), des hl. Franziskus (1767) und des hl. Johannes von Nepomuk (1778). Diese vier Skulpturen, die jetzt im Schlossareal aufgestellt sind, standen ursprünglich am Weg vom Dorf zum barocken Speicher.
Im Jahr 1750 wurde unterhalb des Orts eine Heilquelle entdeckt, über der dann 1766 eine Kapelle errichtet wurde, die heute aber verfallen ist. Aus der Ferne wird das Dorf vom Rokoko-Schloss dominiert.

### Schloss Stecknitz
Die Geschichte von Schloss Stecknitz ist eng mit dem böhmischen Adelsgeschlecht der Kulhanek von Klaudenstein verbunden.
Johann Georg Kulhanek ließ  nach 1681 anstelle der alten verfallenen Veste der Ritter Kaplirz von Sulewitz ein einflügliges Barockschloss errichten. Dessen Enkel Johann Franz Graf Kulhanek von Klaudenstein, verheiratet mit Maria Franziska Gräfin von Hohenems (* 1739, † 1795 in Prag), veranlasste um 1765 einen Umbau des Schlosses. Das alte Schloss wurde im Rokoko-Stil umgestaltet und um einen weiteren Flügel rechtwinklig zum alten Bau erweitert. In diesem Teil befinden sich die sogenannte „Sala terrena“ (Gartensaal) und die Mariä-Heimsuchungs-Kapelle (Oratorium) von 1769. Die Kapelle besitzt einen rechteckigen Grundriss mit abgeschrägten Ecken, ein rechteckiges Presbyterium und eine vollständig erhaltener Ausstattung mit dem Hauptaltar „Mariä Heimsuchung“ und sechs Wandgemälden mit Heiligen-Darstellungen von Ignaz Raab, sowie eine Orgel. Die Räume des Schlosses wurden von 1767 bis 1769 mit Fresken und illusionistischen Wandmalereien ausgestaltet. Das Schloss ist heute eines der bedeutendsten Rokoko-Bauten in Böhmen.
Nach italienischem Vorbild wurden Terrassengärten angelegt, die durch eine zentrale Treppenanlage erschlossen werden und durch zahlreiche Plastiken geschmückt waren.
Im Jahr 1796 erfolgte der Verkauf an Anton Josef Korb, Ritter von Weidenheim, deren Nachkommen das Schloss bis 1892 behielten, als es an den JUDr. Leopold von Hennet vererbt wurde. Dieser verkaufte das Gut im Jahr 1907 an Friedrich Gimbel (von der Firma Hielle & Dittrich in Prag), der es für seinen Schwiegersohn Gerold Déteindre (1874–1939), Schweizer Konsul in der ČSR, erwarb. (Wenn der Konsul im Schloss war, wehte dort die Schweizer Fahne.) Bis zum Dezember 1949 waren Gut und Schloss im Besitz der Familie Déteindre. Der Domänenverwalter des Gutes war bis 1945 Otto Liebert.
Im Rahmen eines Austausch-Abkommens zwischen der Tschechoslowakei und der Schweiz wurde das Schloss verstaatlicht. Zunächst wurde das Schloss vom Saazer Hopfeninstitut (Chmelařský institut Žatec) genutzt, später war es ein Depot für Gemälde aus der Prager Nationalgalerie. Das staatliche Schloss (tschech. SZ Stekník – Státní zámek Stekník) ist seit 1958 als Kulturdenkmal der Tschechischen Republik geschützt, wird jetzt vom staatlichen Denkmalamt (Národní památkový ústav – NPÚ) verwaltet und ist für die Öffentlichkeit zugänglich.

## Einwohnerzahlen
|          | 1869 | 1880 | 1890 | 1900 | 1910 | 1921 | 1930 | 1950 | 1961 | 1970 | 1980 | 1991 | 2001 | 2011 |
| -------- | ---- | ---- | ---- | ---- | ---- | ---- | ---- | ---- | ---- | ---- | ---- | ---- | ---- | ---- |
| Bewohner | 255  | 260  | 241  | 257  | 233  | 207  | 218  | 241  | 120  | 85   | 55   | 31   | 25   | 17   |
| Häuser   | 34   | 34   | 34   | 39   | 39   | 39   | 48   | 36   | –    | 28   | 25   | 29   | 26   | 27   |

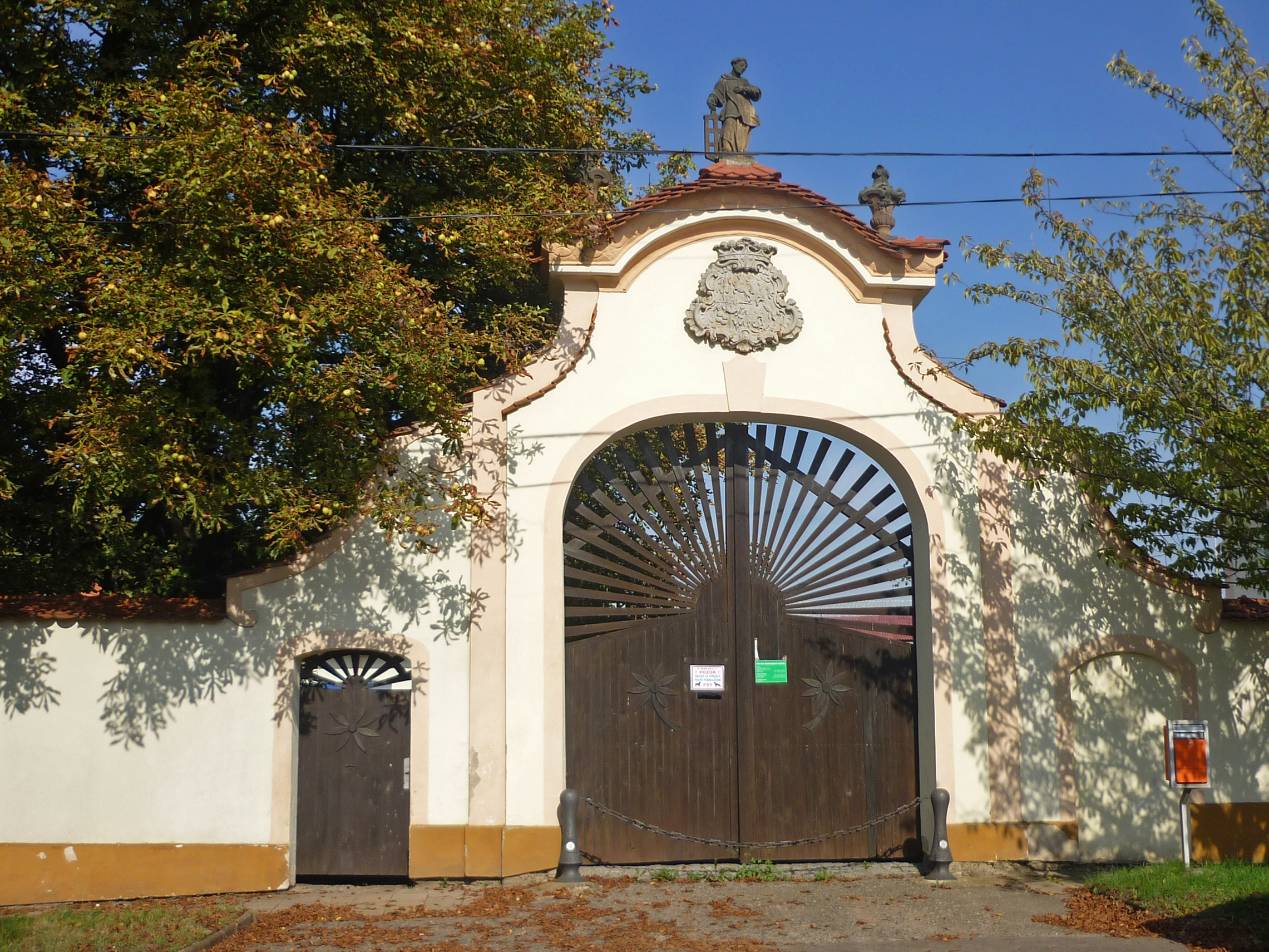
Torbogen an der ehem. Domäne Nr. 10
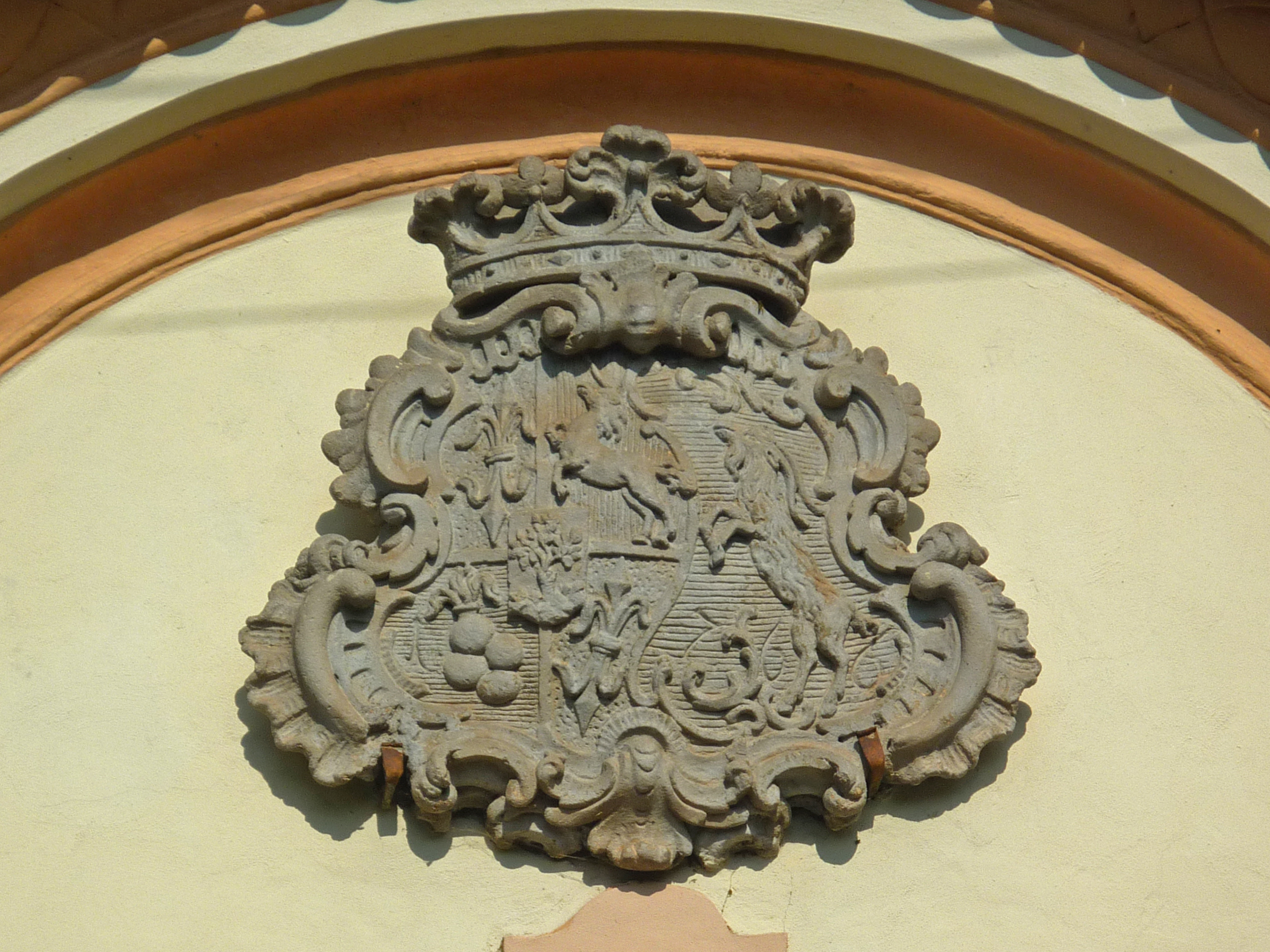
Doppelwappen Kulhanek und Hohenems
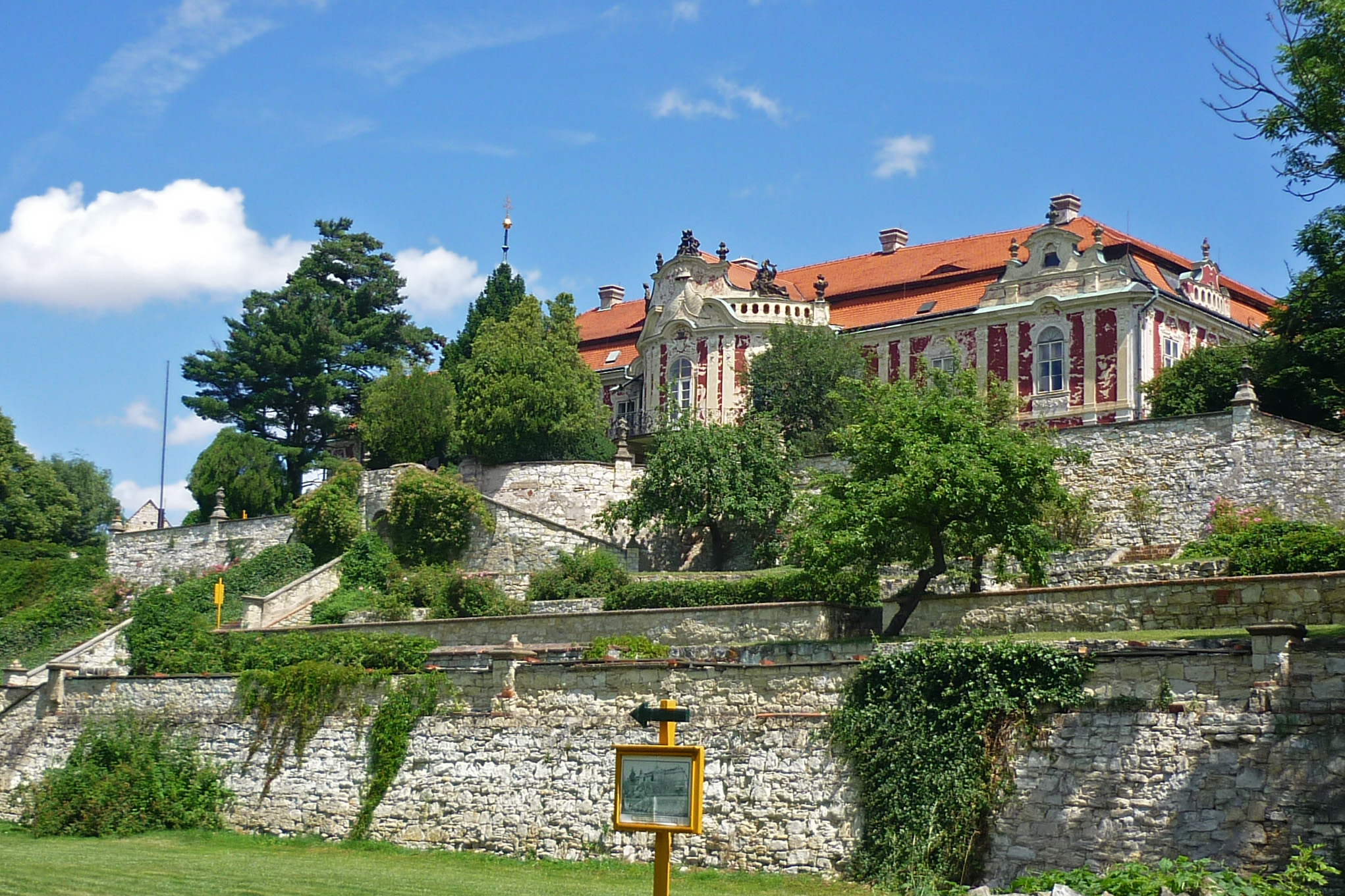
Schloss Stecknitz
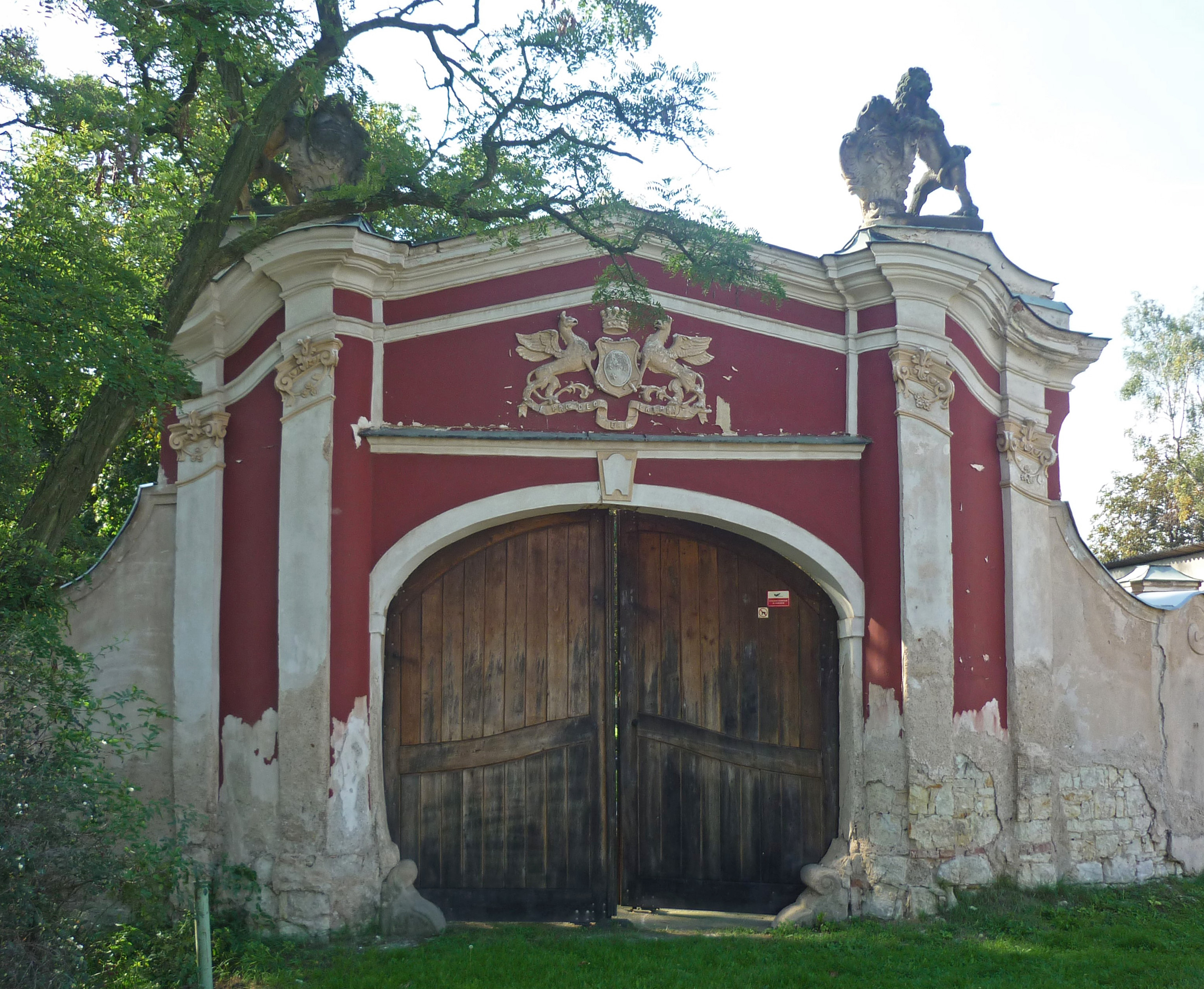
Torbogen am Schloss
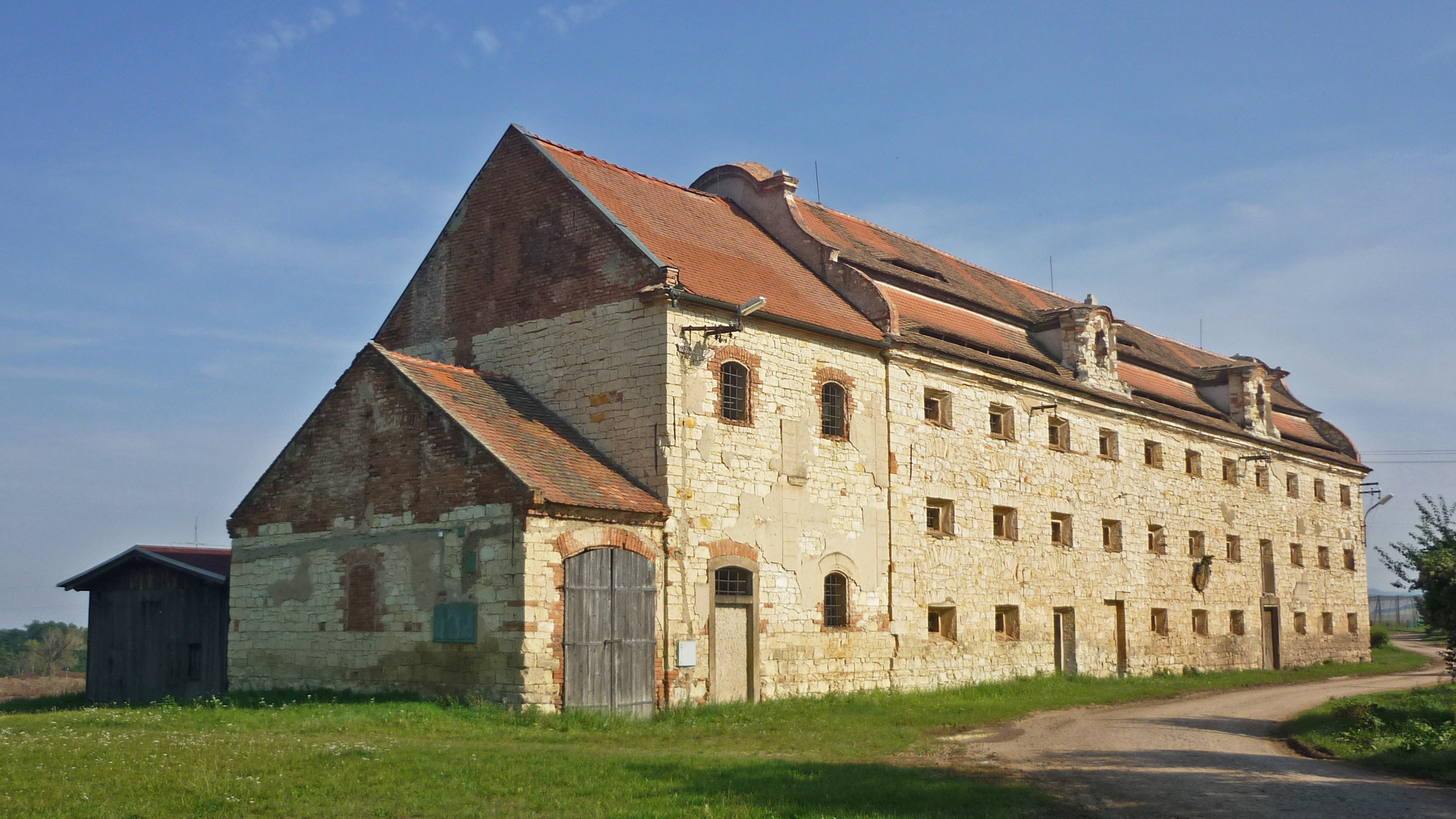
Denkmalgeschützter Speicher
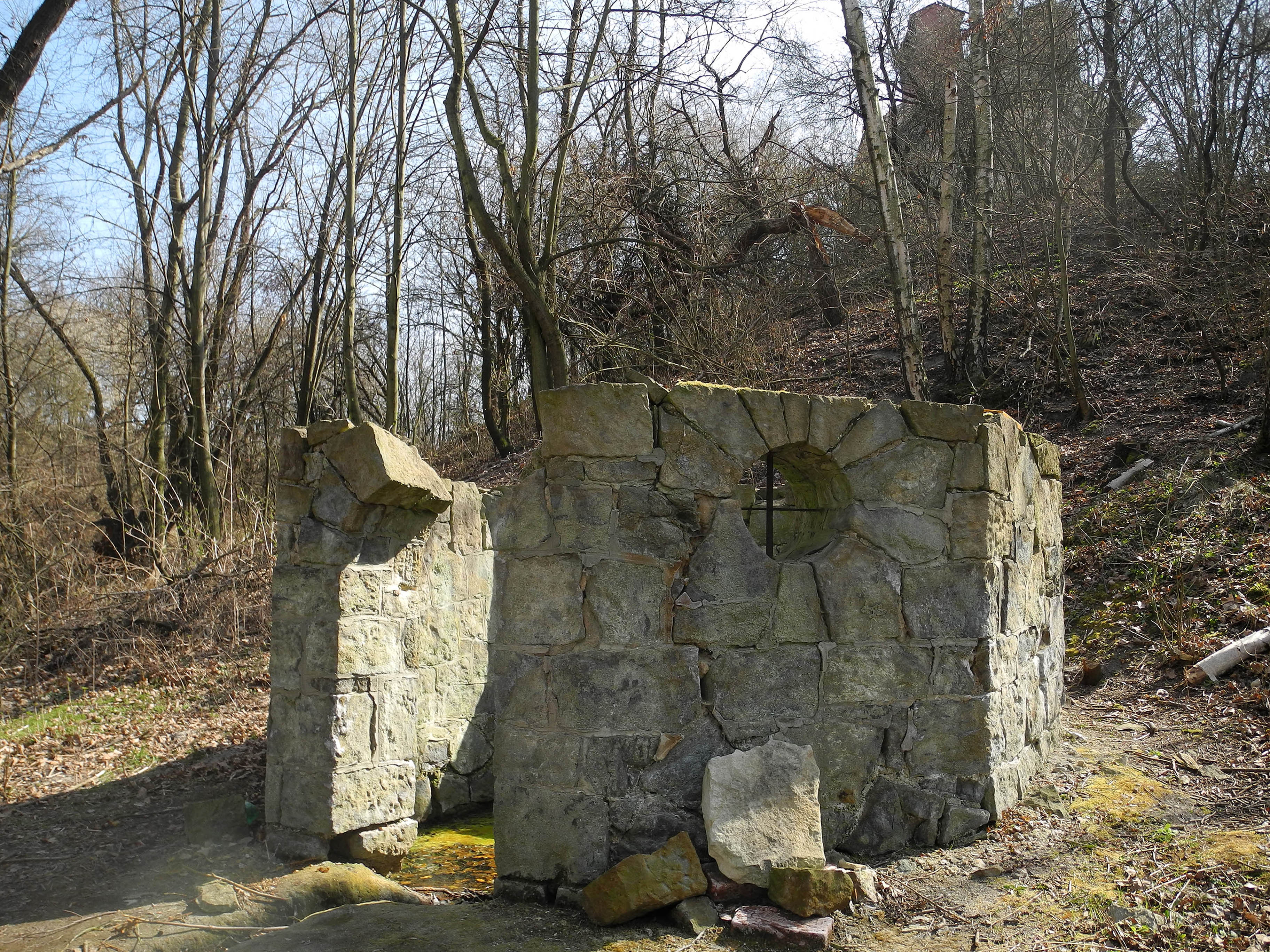
Verfallene Kapelle an der ehem. Heilquelle